# Fascinate

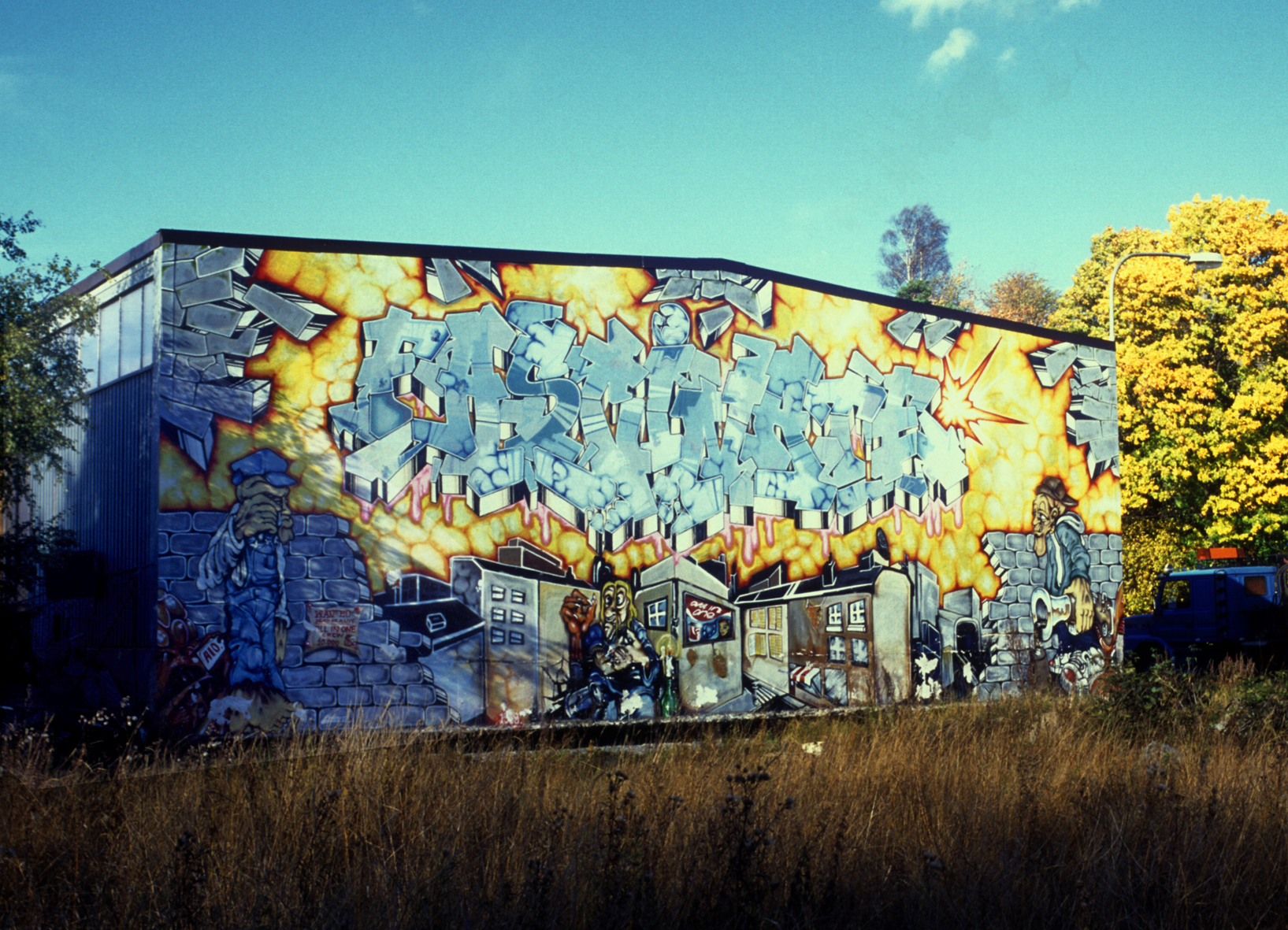
Fascinate, 1999.

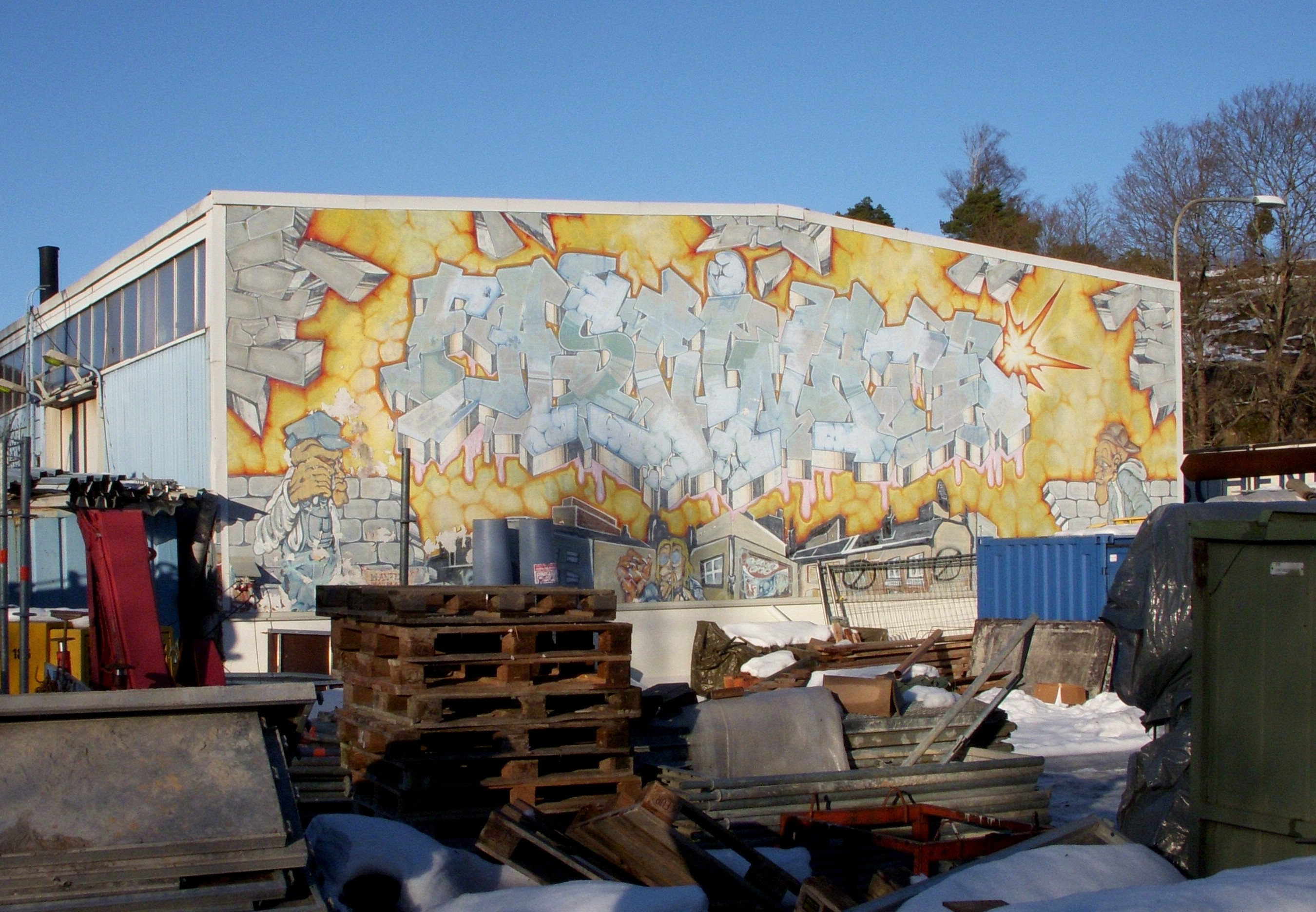
Fascinate, februari 2011.

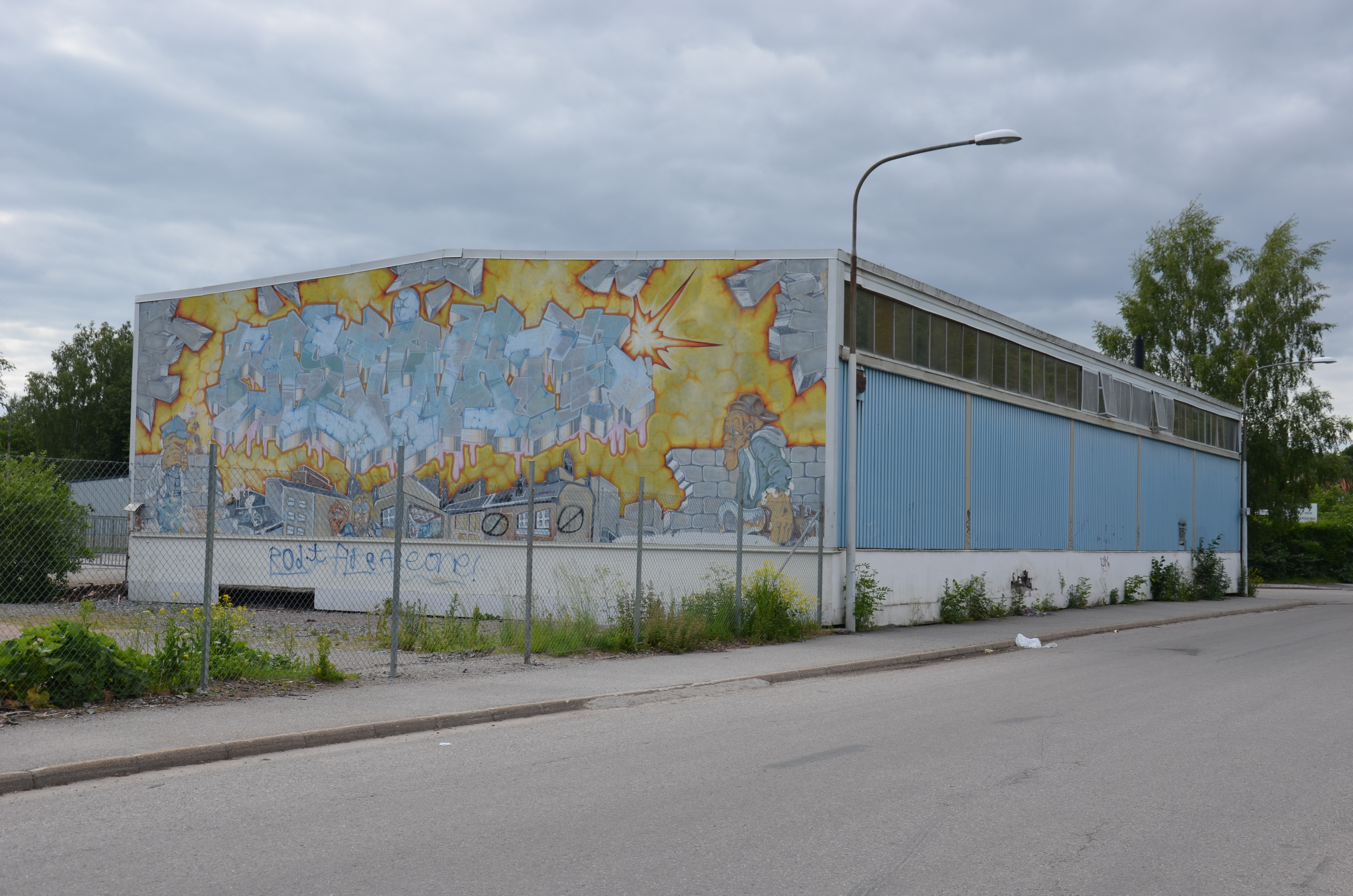
Fascinate, juni 2012.

Fascinate var Sveriges äldsta bevarade större graffitimålning. Den var belägen i Bromstens industriområde i Stockholm. Väggen med målningen revs i början av december 2021.

## Upphovsmän
Fascinate skapades av Circle och Tarik (Tarik Saleh), då sjutton år gamla, under några sommarveckor 1989 och var då norra Europas största graffitimålning.[källa behövs] Den var 13 meter bred och 8 meter hög och utfördes på en yttervägg till en senare övergiven industribyggnad från 1970 med fastighetsägarens tillstånd, men utan ersättning för arbete och färg. När den var klar, uppfattades den som en milstolpe i den svenska graffitikonstens historia och den väckte uppmärksamhet utomlands.[källa behövs] Även i Bromsten blev målningen med tiden ett omtyckt inslag i stadsbilden,[källa behövs] och den har i flera sammanhang använts för att representera stadsdelen.[källa behövs]

## K-märkning
Graffiti var 1989 ett förhållandevis nytt fenomen i Sverige. Det slitna industriområdet Bromsten planerades tidigt 2010-tal att rivas för att ersättas av ett bostadsområde. Därmed hotades Fascinate. En diskussion skedde om möjlig k-märkning av Fascinate, efter att Stockholms stadsmuseum bedömt den som kulturhistoriskt värdefull.  I detaljplanen för området föreslog stadsbyggnadskontoret att målningen, som uppfördes lagligt med ägarens tillstånd, skall få vara kvar. Den borgerliga majoriteten i stadsbyggnadsnämnden beslutade dock med hänvisning till Stockholms stads klotterpolicy att målningen inte skulle bevaras.[källa behövs]
Frågan om bevarande av Fascinate på ett eller annat sätt var länge omstridd, men under hösten 2015 antogs detaljplanen som medför att väggen med verket k-märks, trots att resten av byggnaden rivs. Väggen med målningen blir, på nuvarande plats, mittpunkt i en planerad park i området.

## Rivningsbeslut
I april 2020 beslutade exploateringsnämnden i Stockholms stad att industriväggen med Fascinate skulle rivas, på grund av rasrisk. Stockholms stad föreslog på hösten 2020 att skyddsbestämmelserna skulle tas bort, och det uppgavs att det fanns "stora tekniska svårigheter med att bevara väggen på grund av väggens och målningens dåliga skick samt de markförutsättningar som är på platsen".